# Тихонович, Иван Станиславович
Ян Цеханович (в советских документах Иван Станиславович Тихонович) (лит. Janas Ciechanowiczius, пол. Jan Ciechanowicz; 2 июля 1946 года, Ворняны, Островецкий район, Молодечненская область, БССР — 10 января 2022 года, Клодзко, Нижнесилезское воеводство, Польша) — польский, литовский и советский историк, лингвист и публицист. Бывший лидер поляков в Литве. Народный депутат СССР, член Верховного Совета СССР (1989—1991).

## Биография
Родился в селе Ворняны на Виленщине, вошедшей в состав Белорусской ССР в 1940 году. Был сыном Станислава Цехановича, управляющего имуществом Университета Стефана Батория. Учился в Минском государственном институте иностранных языков (1971) и Социальном университете политических наук (Вильнюс, 1973); имел степень кандидата наук по новейшей немецкой философии («Человек и культура в философии Теодора Визенгрунда Адорно»).
Вел исследования в области гуманитарных наук: истории, философии, германской филологии, социологии, религиоведения, этики, политологии, истории идей. Работал переводчиком-писарем в Институте философии и права НАН Беларуси в Минске (1969), переводчиком в Научно-методической библиотеке физической культуры и спорта в Минске (1970), учителем немецкого языка в Мейшагольской и Дукштанской польских средних школах Вильнюсского края (1970—1975)), корреспондент газеты «Czerwony sztandar» в Вильнюсе (1975—1983), преподаватель философии, этики и религиоведения в Вильнюсском государственном педагогическом институте (по совместительству, 1975—1983), преподаватель философии Вильнюсского государственного университета (по совместительству, 1975—1976), доцент Литовского отделения Московской академии общественных наук в Вильнюсе (1983—1986); доцент кафедры философии Вильнюсского государственного педагогического института (1986—1991), преподаватель немецкого языка в средней школе им. Мстислава Добужинского в Вильнюсе (по совместительству в 1992), преподаватель немецкого, русского и литовского в Быдгоще (1993—1994), старший преподаватель Института немецкой филологии Жешувского университета (лекции и практические занятия в области философии, этики, истории немецкой философии, философии культуры, лексикологии немецкого языка; продвижение 78 магистерских диссертаций; 1994—2013), преподаватель немецкого языка в Школьном комплексе короля Владислава Ягайлло в Нехобже под Жешувом (2000—2008), преподаватель немецкого языка в Комплексе педагогических колледжей в Тарнобжеге (по совместительству, 2001—2011), преподаватель деловой этики в Университете бизнеса в Саноке (по совместительству, 2005—2006).
Во второй половине 1970-х контактировал с офицером Службы безопасности ПНР Марианом Харукевичем. Убеждённый польский националист Харукевич возглавлял подпольную организацию в органах госбезопасности. Он тайно сотрудничал с диссидентами, старался консолидировать поляков Литвы на национальной платформе, использовал для этого публикации «Czerwony sztandar». Встречи Тихоновича с Харукевичем вызывали подозрения в КГБ СССР. Однако они сумели представить своё сотрудничество как вполне лояльное коммунистической идеологии.
В 1988 году был соорганизатором Общественно-культурного объединения поляков Литвы. Выдвигал идею создания Восточно-Польской Советской Социалистической Республики, для чего встречался с президентом СССР Михаилом Горбачёвым. Основатель Польской партии прав человека и других польских организаций. В 1989 году избран народным депутатом СССР от Вильнюсского — Октябрьского территориального избирательного округа № 686 Литовской ССР, и от Литовской Республики в Верховный Совет СССР; защищал интересы польского народа в Литве; работал в Комитете по науке и технике СССР до 1991 года. Как «правозащитник», в этот период был лауреатом нескольких американских и международных премий. В 2019 году был в едином списке кандидатов от «Национального единства» («Единства народа») в Европарламент.
После распада Советского Союза эмигрировал в Польшу. Преподавал в нескольких университетах. Посвятил себя исследованиям в области истории, философии, филологии, социологии, политологии и религиоведения. Написал более 1000 научных статей и несколько десятков книг, изданных в семи странах.
Почетный член Союза польской шляхты Восточных Кресов. Умер 10 января 2022 года от осложнений COVID-19 во время глобальной пандемии этого заболевания. Был женат на Галине Цеханович, умершей 12 января 2022 года.